# Криворучко Юрій Григорович
Ю́рій Григо́рович Кривору́чко (19 грудня 1986, Львів) — заслужений майстер спорту України, міжнародний гросмейстер, чемпіон України 2013 року.
 У складі збірної України: срібний призер шахової олімпіади 2016 року, срібний призер командного чемпіонату світу з шахів 2015 року та бронзовий призер командного чемпіонату світу з шахів 2013 року.
Закінчив Львівський національний університет імені Івана Франка.
Його рейтинг станом на січень 2025 року — 2633 (106-те місце у світі, 3-тє в Україні).
Станом на 27.05.2023 року Юрій Криворучко значиться у списку осіб, які не повернулися в Україну, порушивши  взяті зобов'язання щодо термінів повернення на територію України після закінчення спортивного заходу.

## Кар'єра
Срібний призер I Всесвітніх інтелектуальних Ігор 2008 року (швидкі шахи — команда). 
Бронзовий призер I Всесвітніх інтелектуальних Ігор 2008 року (бліц — команда).
Бронзовий призер першості Європи серед юнаків до 18 років (Туреччина, 2004). 

У жовтні 2006 року Криворучко став бронзовим призером чемпіонату світу серед юніорів до 20 років, що проходив в Єревані.

### 2013
У серпні 2013 року на кубку світу ФІДЕ перемігши в першому та другому колах Парімар'яна Негі з рахунком 4-2 та Майкла Адамса з рахунком 2½-1½ відповідно, поступився в третьому колі співвітчизнику Василю Іванчуку на тай-брейку з рахунком 1-3.
У грудні 2013 року Юрій Криворучко у складі збірної України став бронзовим призером командного чемпіонату світу, що проходив в турецькому курортному місті Анталія. Крім того, набравши 4 очок з 7 можливих (+3=2-2), Юрій зайняв 3-є місце на четвертій дошці (турнірний перфоменс склав 2675 очок).

### 2014
У березні 2014 року Криворучко з результатом 7 очок з 11 можливих (+4-1=6) посів 28 місце на чемпіонаті Європи, та не зумів за підсумками турніру кваліфікуватися на кубок світу ФІДЕ, що пройде в 2015 році.
У червні 2014 року в Дубаї Юрій Криворучко з результатом 8 очок з 15 можливих (+6-5=4) посів 44 місце на чемпіонаті світу з рапіду , та з результатом 11 з 21 можливого очка (+10-9=2) посів 51 місце на чемпіонаті світу з бліцу.
У серпні 2014 року набравши 6 очок з 9 можливих (+3-0=6) Криворучко посів 10 місце на турнірі, що проходив в Абу-Дабі.
У листопаді 2014 року Юрій Криворучко склав з себе повноваження діючого чемпіона України, посівши лише 9-е місце на черговому 83-му чемпіонаті України, що проходив у Львові. Його результат на турнірі — 4½ очка з 11 можливих (+1-3=7).
У грудні 2014 року набравши 5½ очок з 9 можливих (+3-1=5), посів 29 місце на турнірі «Qatar Masters Open 2014»., а також з результатом 6½ очок з 9 можливих (+4-0=5) посів 5 місце на опен-турнірі, що проходив в Ель-Айр (ОАЕ)

### 2015

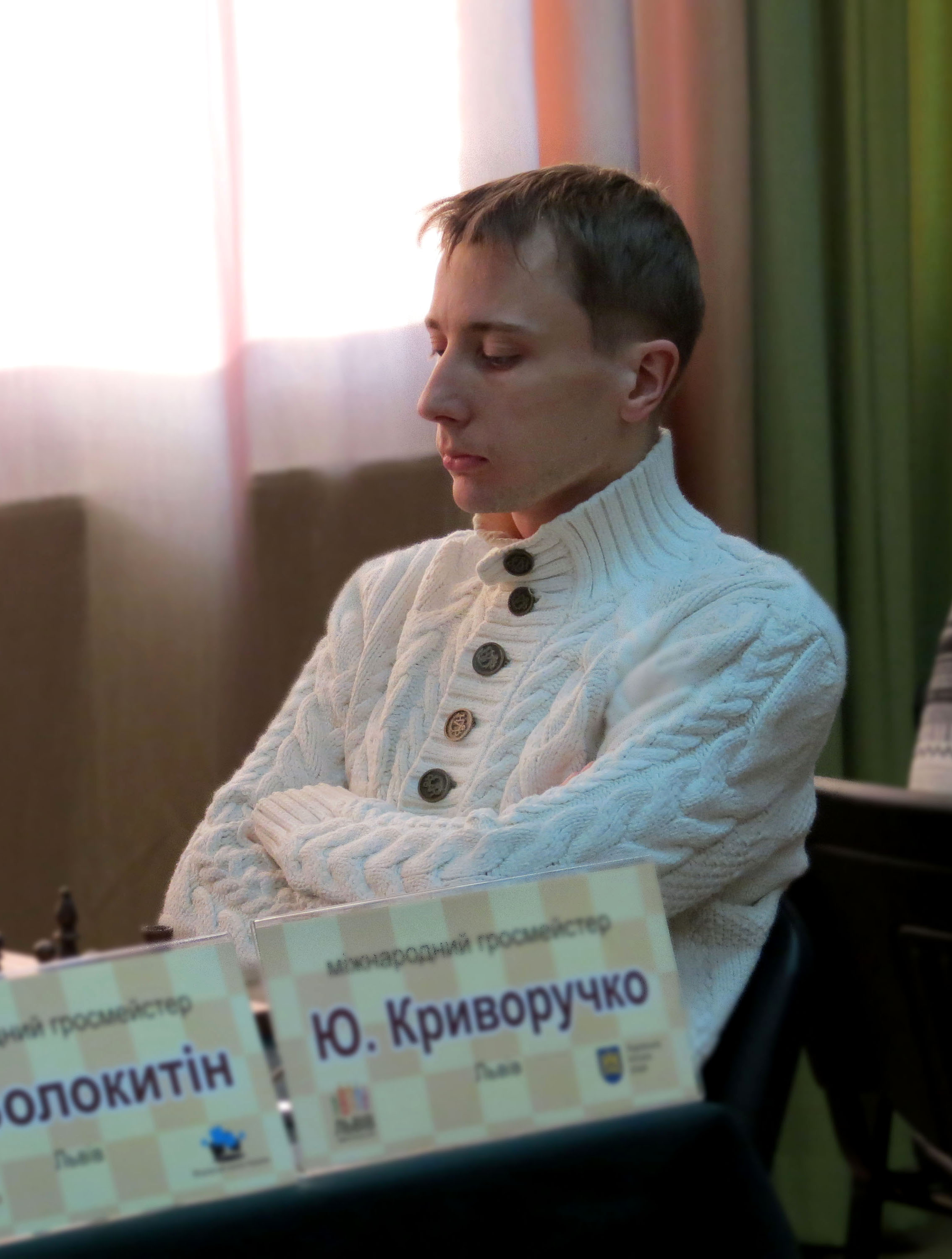
Юрій Криворучко, чемпіонат України 2015 року

У березні 2015 року з результатом 7 очок з 11 можливих (+3-0=8) посів 41 місце на чемпіонаті Європи, що проходив у Єрусалимі.
У квітня 2015 року у складі збірної України Криворучко став срібним призером командного чемпіонату світу, що проходив в вірменському курортному містечку Цагкадзор. Крім того, набравши 75,0 % від числа можливих очок, Юрій посів друге місце серед шахістів, які виступали на четвертій та резервній шахівницях.
У жовтні 2015 року на чемпіонаті світу зі швидких та блискавичних шахів, що проходив у Берліні, посів:
 — 16 місце на турнірі зі швидких шахів, набравши 9½ з 15 очок (+6-2=7),
 — 109 місце на турнірі з блискавичних шахів, набравши 10 з 21 очка (+8-9=4).
У листопаді 2015 року у складі збірної України Юрій посів 5 місце на командному чемпіонаті Європи, що проходив у Рейк'явіку. Його результат на третій шахівниця — 3½ з 7 очок (+1-1=5)..
У грудні 2015 року, будучи рейтинг-фаворитом, Криворучко з результатом 5½ очок з 11 можливих (+1-1=9) посів лише 8 місце на чемпіонаті України, що проходив у Львові.. А також посів 5 місце на опен-турнірі «Al-Ain Classic», що проходив в Ель-Айні (ОАЕ), його результат 6½ з 9 очок (+5-1=3).

### 2016
У травні 2016 року з результатом 7 очок з 11 можливих (+3-0=8) посів 37 місце на чемпіонаті Європи, що проходив у місті Джяковиця (Косово).
У червні 2016 року Юрій Криворучко посів друге місце (після Василя Іванчука) на турнірі «Меморіал Капабланки», що проходив у Гавані. Його результат — 6 очок з 10 можливих (+2-0=8).
У вересні 2016 року в складі збірної України став срібним призером шахової олімпіади, що проходила в Баку. Набравши 6 очок з 9 можливих (+3-0=6), Юрій посів 9-е місце серед шахістів, які виступали на 3-й шахівниці.
У листопаді 2016 року в складі команди «Алкалоїд» став переможцем клубного чемпіонату Європи, що проходив у місті Новий Сад (Сербія). Його результат на 5-й шахівниці — 5 очок з 7 можливих (+3-0=4).

### 2017—2019
У грудні 2017 року на чемпіонаті світу зі швидких та блискавичних шахів, що проходив у Ер-Ріяді (Саудівська Аравія) посів:
 — 97 місце на турнірі зі швидких шахів, набравши 6½ очок з 15 можливих (+3-5=7),
 — 51 місце на турнірі з блискавичних шахів, набравши 11 очок з 21 можливих (+7-6=8).
У грудні 2019 року з результатом 6½ очок з 9 можливих (+4-0=5) Криворучко став срібним призером чемпіонату України, що проходив у Луцьку.

## Переможець турнірів
2003:
• Львів, «Незалежність» (опен)
2005:
• Оломоуц (опен, Чехія) поділ 1-2 місць
• о. Корсика (опен, Франція)
2006:
• Поляніца-Здруй (меморіал Рубінштейна), поділ 1-3 місць
• Оломоуц GM, поділ 1-2 місць
• Чемпіонат України серед юнаків до 20 років
2008:
• Капель ля гранде (опен, Франція, 604 учасника), поділ 1-8 місць
2009:
• Рейк'явік (опен, Ісландія, 111 учасників), поділ 1-4 місць
2013:
• Чемпіонат України, випередив за додатковими показниками Руслана Пономарьова. Результат Криворучка 7,5 очок з 11 можливих (+4-0=7).

## Статистика виступів у складі збірної України
Юрій Криворучко за період 2009—2018 роки зіграв за збірну України у 7-ти турнірах. При цьому ставши призером усіх трьох командних турнірів, зокрема шахової олімпіади 2016 року, командного чемпіонату світу 2013 року та командного чемпіонату Європи 2009 та 2017 років. Також у активі Криворучка дві індивідуальні нагороди (1 срібна та 1 бронзова).

Загалом у складі збірної України Юрій Криворучко зіграв 52 партій (8-й показник), в яких набрав 33 очки (+19=28-5), що становить 63,5 % від числа можливих очок.
| Рік  | Турнір           | Місто     | Збірна  | Шахівниця | Рейтинг | + | = | − | Результат | % очок | Турнірний рейтинг | Командне місце | Особисте місце |
| ---- | ---------------- | --------- | ------- | --------- | ------- | - | - | - | --------- | ------ | ----------------- | -------------- | -------------- |
| 2009 | чемпіонат Європи | Новий Сад | Україна | резервна  | 2612    | 2 | 3 | 1 | 3½ з 6    | 58,5   | 2548              | Bronze         | 9              |
| 2013 | чемпіонат світу  | Анталія   | Україна | 4         | 2701    | 3 | 2 | 2 | 4 з7      | 57,5   | 2675              | Bronze         | Bronze         |
| 2015 | чемпіонат світу  | Цагкадзор | Україна | 4         | 2686    | 3 | 3 | 0 | 4½ з 6    | 75,0   | 2824              | Silver         | Silver         |
| 2015 | чемпіонат Європи | Рейк'явік | Україна | 3         | 2717    | 1 | 5 | 1 | 3½ з 7    | 50,0   | 2649              | 5              | 14             |
| 2016 | шахова олімпіада | Баку      | Україна | 3         | 2693    | 3 | 6 | 0 | 6 з 9     | 66,7   | 2717              | Silver         | 9              |
| 2017 | чемпіонат Європи | Крит      | Україна | 2         | 2692    | 2 | 6 | 0 | 5 з 8     | 62,5   | 2721              | Bronze         | 7              |
| 2018 | шахова олімпіада | Батумі    | Україна | 3         | 2695    | 5 | 3 | 1 | 6½ з 9    | 72,2   | 2727              | 10             | 6              |

## Результати виступів у чемпіонатах України

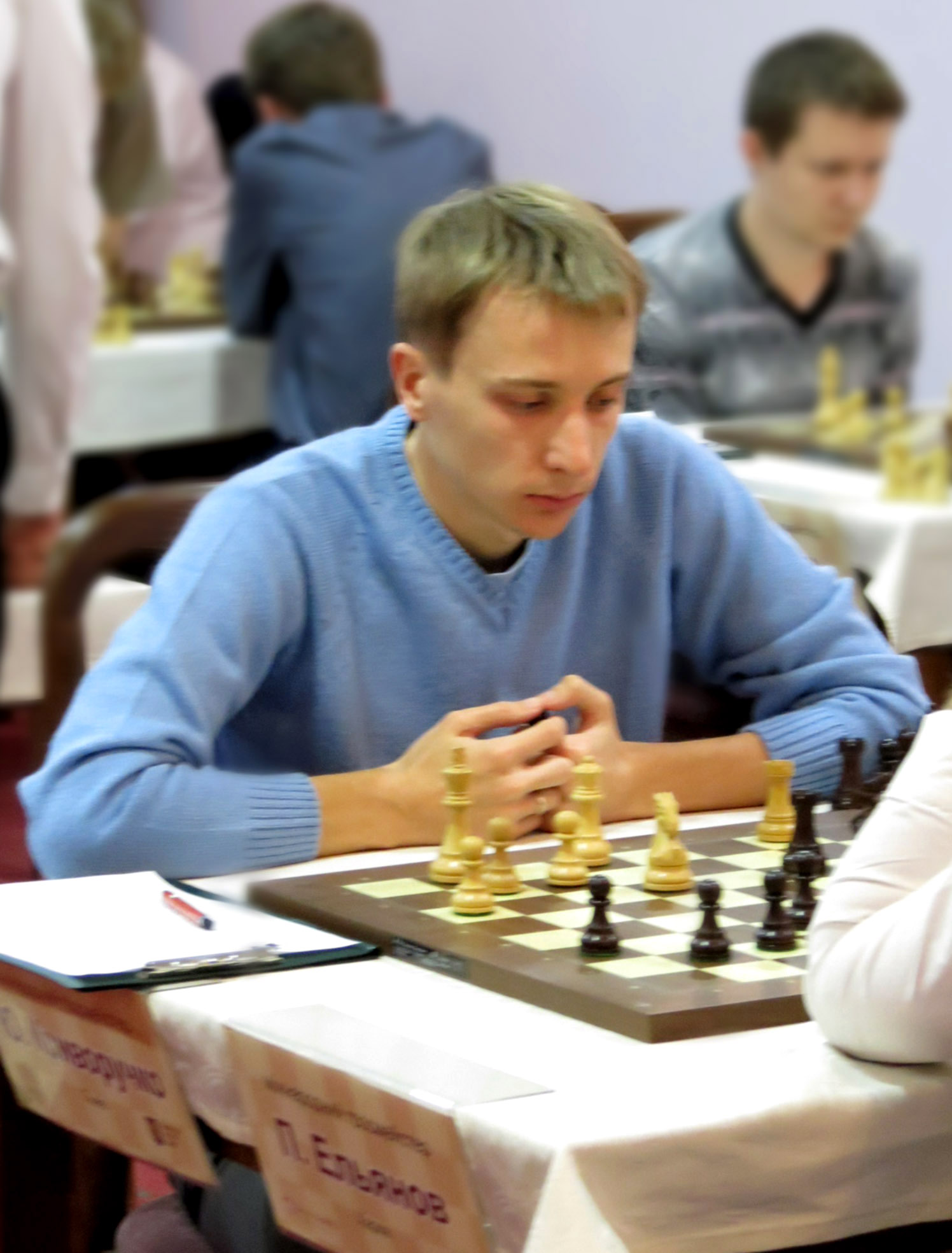
Криворучко — учасник 83-го чемпіонату України

За період з 2006 по 2019 рік Юрій Криворучко зіграв у 9-ти фінальних турнірах чемпіонатів України, набравши загалом 46½ очка з 82 можливих (+22=49-11).
| Рік  | Місто   | Турнір                 | + | − | = | Результат | Місце  |
| ---- | ------- | ---------------------- | - | - | - | --------- | ------ |
| 2006 | Полтава | 75-й чемпіонат України | 1 | 1 | 0 | 1 з 2     | 1/16   |
| 2007 | Харків  | 76-й чемпіонат України | 3 | 1 | 5 | 5½ з 9    | 5      |
| 2008 | Полтава | 77-й чемпіонат України | 1 | 1 | 7 | 4½ з 9    | 14     |
| 2011 | Київ    | 80-й чемпіонат України | 4 | 3 | 4 | 6 з 11    | 6      |
| 2013 | Київ    | 82-й чемпіонат України | 4 | 0 | 7 | 7½ з 11   | Gold   |
| 2014 | Львів   | 83-й чемпіонат України | 1 | 3 | 7 | 4½ з 11   | 9      |
| 2015 | Львів   | 84-й чемпіонат України | 1 | 1 | 9 | 5½ з 11   | 8      |
| 2019 | Рівне   | 88-й чемпіонат України | 4 | 0 | 5 | 6½ з 9    | Silver |
| 2021 | Харків  | 90-й чемпіонат України | 3 | 1 | 5 | 5½ з 9    | Silver |